# Илфовени (Дамбовица)
Илфовени (рум. Ilfoveni) насеље је у Румунији у округу Дамбовица у општини Нучет. Oпштина се налази на надморској висини од 222 m.

## Становништво
Према подацима из 2002. године у насељу је живело 545 становника, од којих су сви румунске националности.